# Sam Koch
Samuel David Koch (York, 13 agosto 1982) è un ex giocatore di football americano statunitense che ha militato nel ruolo di punter per tutta la carriera con i Baltimore Ravens della National Football League (NFL). Fu scelto nel corso del sesto giro (203º assoluto) del Draft NFL 2006. Al college ha giocato a football all’Università del Nebraska-Lincoln.

## Carriera
Koch fu scelto dai Baltimore Ravens nel sesto giro del draft 2006. Debuttò nella NFL il 10 settembre contro i Tampa Bay Buccaneers. Nella sua stagione da rookie disputò tutte le 16 gare della stagione regolare, calciando 86 punt per 3.695 yard.
Nel 2008, Koch guidò la NFL per punt terminati nella linea delle 10 yard. Divenuto un restricted free agent dopo quella stagione, Sam firmò un prolungamento di un anno del valore di 1,545 milioni di dollari coi Ravens.
Nella gara della settimana 10 della stagione 2012 contro gli Oakland Raiders l'11 novembre 2012, Koch segnò il suo primo touchdown dopo un finto tentativo di field goal. Koch era l'holder dei Ravens. A fine stagione, Sam si laureò campione NFL quando i Ravens batterono i San Francisco 49ers per 34-31 nel Super Bowl XLVII.
Nel 2015, Koch fu convocato per il primo Pro Bowl in carriera ed inserito nel Second-team All-Pro.
Il 19 marzo 2022 annunciò il suo ritiro dopo 16 stagioni con i Ravens.

## Palmarès

### Franchigia
- Super Bowl : 1

Baltimore Ravens: Super Bowl XLVII
- American Football Conference Championship: 1

Baltimore Ravens: 2012

### Individuale
- Convocazioni al Pro Bowl: 1

2015
- Second-team All-Pro: 1

2015